# Gazprom Export
OOO Gazprom Export (russisch Газпром экспорт) wurde 1998 aus der Soyuzgazexport von Gazprom gegründet. Die 1973 gegründete Soyuzgazexport war in der Sowjetunion für alle Gaslieferungen in den Westen zuständig und besaß ein weitreichendes Gasnetz. Gazprom Export ist eine hundertprozentiges Tochterunternehmen von Gazprom. Es gehört heute zu den erfolgreichsten und fortschrittlichsten Unternehmen Russlands, von deren Exporteinnahmen weitgehend die Abdeckung der Einnahmen im russischen Haushalt abhängt. 2002 betrugen die Deviseneinnahmen aus dem Exportgeschäft der Gazprom Export 16,5 Mrd. US-$, was rund 10 % der Gesamtdeviseneinnahmen Russlands ausmachte.
Gazprom Export ist weltweit der größte Exporteur von Erdgas. Das Unternehmen exportiert Gas aus Russland in 27 Staaten in Europa und den GUS-Ländern, damit deckt es alleine in Europa über 25 Prozent des Erdgasverbrauchs ab. Von 1973 bis 2003 wurden 2700 Mrd. m³ Gas nach Europa geliefert. 2007 wurden 150,3 Mrd. m³ von Gazprom Export in die europäischen Länder geliefert. Außerdem befasst sich das Unternehmen mit Auslieferung von Gaskondensat, Rohöl, verflüssigten Kohlenwasserstoffen und weiteren Produkten der Erdöl-, Erdgas- und petrochemischen Industrie. Auch am Ausbau und der Optimierung der Gasversorgungsnetze auf Gebiet der ehemaligen Sowjetunion und in Europa ist Gazprom Export beteiligt, sowie am Betrieb von Erdgasspeichern. Am Erdgasspeicher Haidach im Bundesland Salzburg in Österreich ist Gazprom mit einem Drittel beteiligt. Die anderen Partner sind die deutsche Gashandelsfirma Wingas und die österreichische Rohöl-Aufsuchungs AG (RAG) mit jeweils einem Drittel Beteiligung.